# Baśnie braci Grimm
Baśnie braci Grimm (niem. Kinder- und Hausmärchen) – zbiór baśni spisanych przez niemieckich pisarzy i językoznawców, braci Wilhelma i Jacoba Grimmów i opublikowany w roku 1812 (tom I) i w roku 1815 (tom II). Zbiór ten, powstały na podstawie wieloletnich badań podań, mitów i opowieści ludowych, stał się klasyką literatury, przetłumaczoną na wiele języków.
Bracia Grimm w publikowanych baśniach zmierzali do odtworzenia najstarszego wzorca motywów baśniowych w nich występujących, stąd charakterystyczne dla tych opowieści okrucieństwo, które zresztą występuje także u francuskiego bajkopisarza Charles’a Perraulta. W świecie tych baśni panowało zwykle żelazne prawo moralne – dobro i przezorność zwyciężają niegodziwość. Pamiętać jednak należy, że od tej reguły zdarzały się u braci Grimm wyjątki (np. w baśniach Spółka kota z myszą, czy Baba Jaga).
Jak pisze Katarzyna Grzywka, powołując się na innych – głównie niemieckich – badaczy, bracia Grimm „nie zbierali swoich bajek w terenie, wędrując przez pola i łąki bezkresnego krajobrazu od wsi do wsi, lecz słuchając przekazów przyjaciół-rówieśników, znajomych, gości – nierzadko siedząc przy własnym biurku”. I tak informatorka Dorothea Katharina Viehmann od maja do października 1813 opowiedziała braciom w ich mieszkaniu w Kassel około 40 tekstów. Jej anonimowy portret z podpisem „Bajarka” autorstwa Ludwiga Emila Grimma znajduje się, począwszy od drugiego wydania, na początku drugiego tomu baśni. Innym razem weszli w kontakt z emerytowanym wachmistrzem, który zgodził się opowiadać bajki w zamian … za zniszczone spodnie Wilhelma. Do grona informatorów braci należały też: córka pastora z Allendorf, córki aptekarza Wilda z Kassel, wśród nich późniejsza żona Wilhelma, członkowie westfalskich rodzin von Haxthausen oraz Droste von Hülshoff itd., Powstał w ten sposób początkowo korpus 54 tekstów braci bądź ich współpracowników, które przesłali w 1810 roku na ręce Clemensa Brentano. Ponieważ ten nie zrobił z tych tekstów żadnego użytku, wykorzystali je – zainspirowani przez Achima von Arnim – jako trzon własnego zbioru, do którego wydania dochodzi po raz pierwszy w roku 1812.
Grimmowie notowali zasłyszane opowieści, ale również „wyszukiwali w utworach literackich bajki o podobnej do tych pierwszych strukturze, by następnie poddać swe ‘znaleziska’ koniecznej z punktu widzenia zbieraczy 'obróbce'”. Jednym z najważniejszych kryteriów, jakimi się kierowali, gromadząc teksty, miał być autentyczny lub domniemany związek tekstów z tradycją przekazu ustnego. Byli przekonani, że znaleźli prawdziwy język ludowy, a tymczasem znaleźli swój własny język, tworząc dzieło sztuki.
Pierwsze wydanie, pt. Kinder- und Hausmärchen, ukazało się w latach 1812–1815. W 1819 roku ukazało się drugie wydanie obydwu tomów, nosząc miano „Wielkiego Wydania”. Zostało ono rozszerzone o kilka dodatkowych baśni. W 1825 roku Wilhelm Grimm stworzył tak zwane „Małe Wydanie”, zawierające jego zdaniem 50 najodpowiedniejszych dla dzieci baśni, wcześniej zamieszczonych w „Wielkim Wydaniu”. Za życia Grimmów ukazało się 7 wydań, ostatnie w 1857 roku. Niemal każde było poszerzane o dodatkowe baśnie. Kassel Handexemplare (czyli specjalny egzemplarz pierwszego wydania, służący braciom Grimm do korekty i uzupełnień) został wpisany na Światową Listę Dziedzictwa Kulturowego UNESCO i można go zobaczyć na wystawie w muzeum braci Grimm w Kassel.
W 2005 roku baśnie braci Grimm zostały wpisane przez UNESCO na listę Pamięć Świata.

## Przekłady baśni braci Grimm na język polski
Istnieją trzy przekłady wielkiego pełnego wydania wszystkich dwustu baśni braci Grimm (tzw. „Grosse Ausgabe”) na język polski i wszystkie bazują na ostatnim, siódmym wydaniu oryginalnego zbioru Kinder- und Hausmärchen z roku 1857 (tzw. wydanie „Ausgabe letzter Hand”). Pierwszy przekład oryginalnego „pełnego wydania” nosi tytuł Baśnie domowe i dziecinne zebrane przez Braci Grimmów. Dzieło w tłumaczeniu Zofii A. Kowerskiej (1871-1946) ukazało się w roku 1896 w Bibliotece „Wisły” (jako tom XIV i XV). Niektóre wydania tego utworu objęte były w 1951 roku zapisem cenzury w Polsce, podlegały natychmiastowemu wycofaniu z bibliotek. 
Drugi pełny przekład tzw. „wielkiego wydania” oryginalnego zbioru ukazał się w roku 1982 nakładem Ludowej Spółdzielni Wydawniczej pt. Baśnie braci Grimm. Baśnie domowe i dziecięce zebrane przez braci Grimm z ilustracjami Elżbiety Murawskiej i posłowiem Heleny Kapełuś. Zgodnie z informacją wydawcy wydanie to bazuje na przekładach przedwojennego tłumacza Marcelego Tarnowskiego[1], które zostały uzupełnione współczesnymi przekładami autorstwa Emilii Bielickiej. Jednak porównanie z przedwojennym wydaniem tłumaczenia Tarnowskiego, czyli „Bajek” (pierwsze wydanie: Łódź 1924), pokazuje, że oryginalne przekłady Marcelego Tarnowskiego zostały zmienione na potrzeby wydania z roku 1982.
Trzeci pełny przekład to Baśnie dla dzieci i dla domu, wydane w 2010 roku nakładem wydawnictwa Media Rodzina, z ilustracjami Ottona Ubbelohdego, wstępem Huberta Orłowskiego w przekładzie Elizy Pieciul-Karmińskiej, z przypisami i posłowiem tłumaczki.
W roku 2021 nakładem wydawnictwa Media Rodzina ukazał się wybór piętnastu baśni braci Grimm oparty na wydaniu drugim z roku 1819, w przekładzie i z posłowiem Elizy Pieciul-Karmińskiej, z ilustracjami Marcina Minora, pt. Baśnie wybrane braci Grimm na podstawie II wydania z roku 1819.
W roku 2023 ukazał się tom Żyli długo i szczęśliwie, póki nie umarli. Nieznane baśnie braci Grimm w wyborze i przekładzie Elizy Pieciul-Karmińskiej, z ilustracjami Michaliny Jurczyk. Wydanie to zawiera pięćdziesiąt nietłumaczonych jeszcze na język polski fabuł z pierwszego wydania oryginału 1812/1815. Pieciul-Karmińska była pomysłodawczynią edycji opartej na pierwotnej edycji niemieckiego zbioru, a także autorką wyboru baśni, posłowia i aneksu.

## Lista baśni braci Grimm
Kod „KHM” to skrót od Kinder- und Hausmärchen, oryginalnego tytułu pierwszego wydania.

### Wydanie pierwsze, tom 1 (1812)

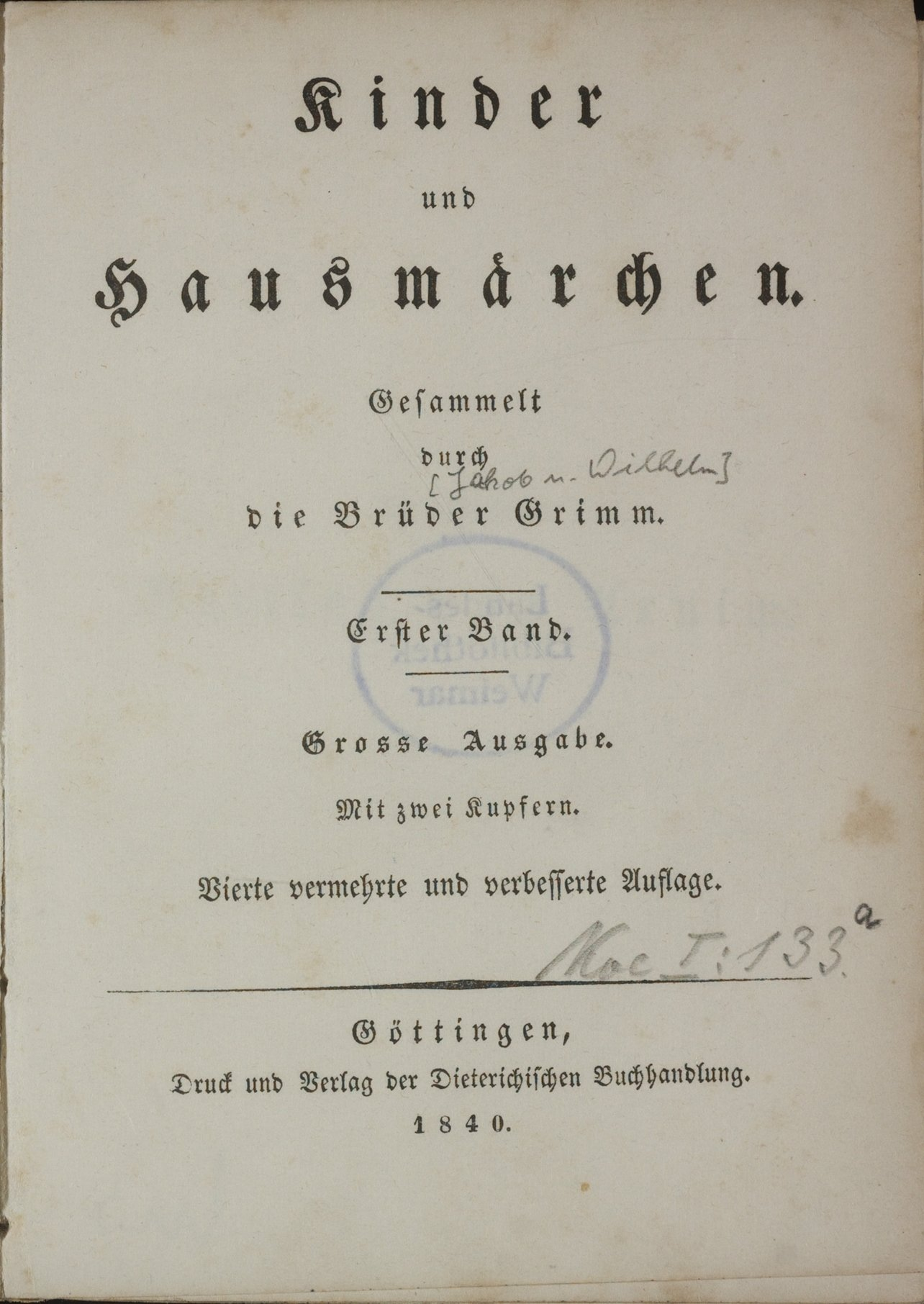
Strona tytułowa pierwszego tomu wydania z 1840 roku

- KHM 1: Żabi król (Der Froschkönig oder der eiserne Heinrich)
- KHM 2: Spółka kota z myszą (Katze und Maus in Gesellschaft)
- KHM 3: Dziecko Matki Bożej (Marienkind)
- KHM 4: Bajka o jednym takim, co wyruszył w świat by strach poznać (Märchen von einem, der auszog das Fürchten zu lernen)
- KHM 5: O wilku i siedmiu koźlątkach (Der Wolf und die sieben jungen Geißlein) – tytuł alternatywny: Wilk i siedem koźlątek
- KHM 6: Wierny Jan (Der treue Johannes) (w II wydaniu. W I wyd. był Von der Nachtigall und der Blindschleiche nr 6a)
- KHM 7: Dobry interes (Der gute Handel) (w II wydaniu. W I wyd. był  Der gestohlene Heller nr 7a)
- KHM 8: O dziwnym grajku (Der wunderliche Spielmann) (w II wydaniu. W I wyd. był Die Hand mit dem Messer)
- KHM 9: Dwunastu braci (Die zwölf Brüder)
- KHM 10: Spółka hultajska (Das Lumpengesindel)
- KHM 11: Braciszek i siostrzyczka (Brüderchen und Schwesterchen)
- KHM 12: Roszpunka (Rapunzel)
- KHM 13: O trzech krasnoludkach w lesie (Die drei Männlein im Walde)
- KHM 14: O trzech prządkach (Die drei Spinnerinnen)
- KHM 15: Jaś i Małgosia (Hänsel und Gretel)
- KHM 16: Trzy wężowe listki (Die drei Schlangenblätter) (w II wydaniu. W I wyd. był Herr Fix und Fertig 16a)
- KHM 17: Biały wąż (Die weiße Schlange)
- KHM 18: Słomka, węgielek i groch (Strohhalm, Kohle und Bohne)
- KHM 19: O rybaku i złotej rybce (Von dem Fischer und seiner Frau) – tytuł alternatywny: O rybaku i jego żonie
- KHM 20: O dzielnym krawczyku (Das tapfere Schneiderlein)
- KHM 21: Kopciuszek (Aschenputtel)
- KHM 22: Zagadka (Das Rätsel) (w II wydaniu. W I wyd. był  Wie Kinder Schlachtens miteinander gespielt haben 22a)
- KHM 23: O myszce, ptaszku i kiełbasce (Von dem Mäuschen, Vögelchen und der Bratwurst)
- KHM 24: Pani Zima (Frau Holle) – tytuł alternatywny: Pani Zamieć
- KHM 25: Siedem kruków (Die sieben Raben)
- KHM 26: Czerwony Kapturek (Rotkäppchen)
- KHM 27: Muzykanci z Bremy (Die Bremer Stadtmusikanten) – tytuł alternatywny: Muzykanci z miasta Bremy
- KHM 28: Śpiewająca kość (Der singende Knochen)
- KHM 29: Bajka o diable z trzema złotymi włosami (Der Teufel mit den drei goldenen Haaren)
- KHM 30: Weszka i pchełka (Läuschen und Flöhchen)
- KHM 31: Bezręka dziewczyna (Das Mädchen ohne Hände)
- KHM 32: Roztropny Jaś (Der gescheite Hans)
- KHM 33: O chłopcu, który u trzech mistrzów pobierał naukę (Die drei Sprachen) (w II wydaniu. W I wyd. był Kot w butach – 33a)
- KHM 34: Mądra Elżunia (Die kluge Else) (w II wydaniu. W I wyd. był Hansens Trine nr 34a)
- KHM 35: Krawiec w niebie (Der Schneider im Himmel)
- KHM 36: Stoliczku, nakryj się (Tischchen deck dich, Goldesel und Knüppel aus dem Sack)
- KHM 37: Paluszek (Däumling)
- KHM 38: Wesele pani Liszki (Die Hochzeit der Frau Füchsin)
- KHM 39: Bajki o krasnoludkach (Die Wichtelmänner) – tytuł alternatywny: Krasnoludki
- KHM 40: Zbójecki narzeczony (Der Räuberbräutigam)
- KHM 41: Pan Korbes (Herr Korbes)
- KHM 42: Imć pan kum (Der Herr Gevatter)
- KHM 43: Baba Jaga (Frau Trude)
- KHM 44: Kuma Śmierć (Der Gevatter Tod)
- KHM 45: Przygody Paluszka (Daumerlings Wanderschaft)
- KHM 46: Ptak-straszydło (Fitchers Vogel)
- KHM 47: Krzak jałowca (Von dem Machandelboom)
- KHM 48: Stary Sułtan (Der alte Sultan)
- KHM 49: Sześć łabędzi (Die sechs Schwäne)
- KHM 50: Śpiąca królewna (Dornröschen)
- KHM 51: Ptaszynka (Fundevogel)
- KHM 52: Król Drozdobrody (König Drosselbart)
- KHM 53: Królewna Śnieżka (Schneewittchen)
- KHM 54: Tornister, czapeczka i róg (Der Ranzen, das Hütlein und das Hörnlein) (w II wydaniu. W I wyd. był Hans Dumm – 54a)
- KHM 55: Titelitury (Rumpelstilzchen) – tytuły alternatywne: Hałasik albo Rumpelsztyk.
- KHM 56: Mój miły Roland (Der Liebste Roland)
- KHM 57: Bajka o złotym ptaku (Der goldene Vogel)
- KHM 58: Pies i wróbel (Der Hund und der Sperling)
- KHM 59: O Frycku i Katarzynie (Der Frieder und das Katherlieschen) – tytuł alternatywny: O Fredku i Kasi
- KHM 60: Bajka o dwóch braciach (Die zwei Brüder) (w II wydaniu. W I wyd. był Das Goldei nr 60a)
- KHM 61: Chłopek-roztropek (Das Bürle)
- KHM 62: Królowa pszczół (Die Bienenkönigin)
- KHM 63: Trzy piórka (Die drei Federn)
- KHM 64: Złota gęś (Die goldene Gans)
- KHM 65: Wieloskórka (Allerleirauh)
- KHM 66: Zajęcza narzeczona (Häschenbraut)
- KHM 67: Dwunastu myśliwych (Die zwölf Jäger)
- KHM 68: Złodziej i jego mistrz (De Gaudeif un sien Meester)
- KHM 69: Jorinde i Joringel (Jorinde und Joringel)
- KHM 70: Trzej szczęśliwcy (Die drei Glückskinder)
- KHM 71: Sześciu zawsze da sobie radę (Sechse kommen durch die ganze Welt) (w II wydaniu. W I wyd. była Prinzessin Mäusehaut nr 71a)
- KHM 72: Wilk i człowiek (Der Wolf und der Mensch)
- KHM 73: Wilk i lis (Der Wolf und der Fuchs)
- KHM 74: Wilk i jego kuma (Der Fuchs und die Frau Gevatterin)
- KHM 75: Lis i kot (Der Fuchs und die Katze)
- KHM 76: Gożdzik (Die Nelke)
- KHM 77: Mądra Małgosia (Die kluge Gretel)
- KHM 78: Dziadek i wnuczek (Der alte Großvater und der Enkel)
- KHM 79: Wodnica (Die Wassernixe)
- KHM 80: Śmierć kurki (Von dem Tode des Hühnchens)
- KHM 81: Żołnierz Szaławiła (Bruder Lustig)
- KHM 82: Jaś Kostera (De Spielhansl)
- KHM 83: Szczęśliwy Jaś (Hans im Glück)
- KHM 84: Jaś się żeni (Hans heiratet)
- KHM 85: Złote dzieci (Die Goldkinder)
- KHM 86: Lis i gęsi (Der Fuchs und die Gänse)

### Wydanie pierwsze, tom 2 (1815)
- KHM 87: Ubogi i bogaty (Der Arme und der Reiche)
- KHM 88: O wesołym skowronku (Das singende springende Löweneckerchen)
- KHM 89: Gęsiareczka (Die Gänsemagd)
- KHM 90: Młody olbrzym (Der junge Riese)
- KHM 91: Podziomek (Dat Erdmänneken)
- KHM 92: Król na Złotej Górze (Der König vom goldenen Berg)
- KHM 93: Kruk (Die Raben)
- KHM 94: Mądra wieśniaczka (Die kluge Bauerntochter)
- KHM 95: Stary Hildebrand (Der alte Hildebrand)
- KHM 96: Trzy ptaszki (De drei Vügelkens)
- KHM 97: Woda życia (Das Wasser des Lebens)
- KHM 98: Doktor Wszechwiedzący (Doktor Allwissend)
- KHM 99: Duch w butelce (Der Geist im Glas)
- KHM 100: Smoluch diabli kamrat (Des Teufels rußiger Bruder)
- KHM 101: Niedźwiedzia skóra (Bärenhäuter)
- KHM 102: Mysikrólik i niedźwiedź (Der Zaunkönig und der Bär)
- KHM 103: Słodka zupa (Der süße Brei)
- KHM 104: Mądrzy ludziska (Die klugen Leute)
- KHM 105: Bajeczki o żabce (Märchen von der Unke)
- KHM 106: O biednym młynarczyku i kotce (Der arme Müllersbursch und das Kätzchen)
- KHM 107: Dwaj wędrowcy (Die beiden Wanderer) – pojawiło się w wydaniu z 1843 roku. We wcześniejszych wydaniach była baśń Die Krähen
- KHM 108: Jasio-Jeżyk (Hans mein Igel)
- KHM 109: Śmiertelna koszula (Das Totenhemdchen)
- KHM 110: Żyd pośród cierni (Der Jude im Dorn)
- KHM 111: Wytrawny myśliwy (Der gelernte Jäger)
- KHM 112: Bajka o cepie z nieba przyniesionym (Der Dreschflegel vom Himmel)
- KHM 113: Dwaj królewiątka (Die beiden Königskinder)
- KHM 114: O mądrym krawczyku (vom klugen Schneiderlein)
- KHM 115: Jasne słońce cię wyda (Die klare Sonne bringt’s an den Tag)
- KHM 116: Błękitne światełko (Das blaue Licht)
- KHM 117: Uparte dziecko (Das eigensinnige Kind)
- KHM 118: Trzej cyrulicy (Die drei Feldscherer)
- KHM 119: Siedmiu zuchów ze Szwabii (Die sieben Schwaben)
- KHM 120: Trzej wędrowni czeladnicy (Die drei Handwerksburschen)
- KHM 121: O królewiczu, który nie znalazł strachu (Der Königssohn, der sich vor nichts fürchtete)
- KHM 122: Ośla sałata (Der Krautesel)
- KHM 123: Staruszka w lesie (Die alte im Wald)
- KHM 124: Trzej bracia (Die drei Brüder)
- KHM 125: Diabeł i jego babka (Der Teufel und seine Großmutter)
- KHM 126: Ferdynand Wierny i Ferdynand Niewierny (Ferenand getrü und Ferenand ungetrü)
- KHM 127: Żelazny piec (Der Eisenofen)
- KHM 128: Leniwa prządka (Die faule Spinnerin)
- KHM 129: Bajka o czterech braciach (Die vier kunstreichen Brüder)
- KHM 130: Jednooczka, Dwuoczka i Trójoczka (Einäuglein, Zweiäuglein und Dreiäuglein)
- KHM 131: Śliczna Katrinela i Piotr Pif-Paf (Die schöne Katrinelje und Pif Paf Poltrie)
- KHM 132: Lis i koń (Der Fuchs und das Pferd)
- KHM 133: Stańcowane pantofelki (Die zertanzten Schuhe)
- KHM 134: Bajka o sześciu sługach (Die sechs Diener)
- KHM 135: Biała i czarna narzeczona (Die weiße und die schwarze Braut)
- KHM 136: Żelazny Jan (Eisenhans)
- KHM 137: Trzy czarne księżniczki (De drei schwatten Prinzessinnen)
- KHM 138: Knoist i jego trzej synowie (Knoist un sine dre Sühne)
- KHM 139: Dziewczyna z Brakel (Dat Mäken von Brakel)
- KHM 140: Domowa czeladka (Das Hausgesinde)
- KHM 141: Rybka i owieczka (Das Lämmchen und das Fischchen)
- KHM 142: Sezamowa góra (Simeliberg)
- KHM 143: O wędrowaniu (Up Reisen gohn) – pojawiło się w wydaniu z 1819 roku. W wydaniu z 1812/1815 było Die Kinder in Hungersnot
- KHM 144: Osiołek (Das Eselein)
- KHM 145: Niewdzięczny syn (Der undankbare Sohn)
- KHM 146: Rzepa (Die Rübe)
- KHM 147: Staruszek w ogniu odmłodzony (Das junggeglühte Männlein)
- KHM 148: Zwierzęta Pana i diabła (Des Herrn und des Teufels Getier) – tytuł alternatywny: Stworzenia boskie i diabelskie
- KHM 149: Kogucia belka (Der Hahnenbalken)
- KHM 150: Stara żebraczka (Die alte Bettelfrau)
- KHM 151: Dwunastu leniwych parobków (Die zwölf faulen Knechte)
- KHM 151: Trzech leniuchów (Die drei Faulen)
- KHM 152: Pastuszek (Das Hirtenbüblein)
- KHM 153: Gwiazdy dukaty (Die Sterntaler)
- KHM 154: Skradziony grosz (Der gestohlene Heller)
- KHM 155: Wybór narzeczonej (Die Brautschau)

### Wydanie drugie, tom 2 (1819)
Wydanie, poza baśniami, opublikowanymi w poprzednim wydaniu, zawierało dodatkowo następujące tytuły:
- KHM 156: Pakuły (Die Schlickerlinge)
- KHM 157: Wróbel i jego czworo dzieci (Der Sperling und seine vier Kinder)
- KHM 158: Bajka o krainie pieczonych gołąbków (Das Märchen vom Schlaraffenland)
- KHM 159: Bajka-bajdurka (Das dietmarsische Lügenmärchen)
- KHM 160: Bajka-zagadka (Rätselmärchen)

### Wydanie trzecie, tom 2 (1837)
Wydanie zawierało dodatkowo następujące tytuły:
- KHM 161: Białośnieżka i Różyczka (Schneeweißchen und Rosenrot)
- KHM 162: Mądry parobek (Der kluge Knecht)
- KHM 163: Szklana trumna (Der gläserne Sarg)
- KHM 164: O Jasiu leniuchu (Der faule Heinz) – tytuł alternatywny: O leniwym Jasiu
- KHM 165: Bajka o gryfie (Der Vogel Greif) – tytuł alternatywny: Gryf
- KHM 166: O Jasiu mocarzu (Der starke Hans)
- KHM 167: Biedny chłopina w niebie (Das Bürli im Himmel)

### Wydanie czwarte, tom 2 (1840)
Wydanie zawierało dodatkowo następujące tytuły:
- KHM 168: Chuda Eliza (Die hagere Liese)
- KHM 169: Domek leśny (Das Waldhaus)
- KHM 170: Dzielić dobra i złą dolę (Lieb und Leid teilen)
- KHM 171: Mysikrólik (Der Zaunkönig)
- KHM 172: Gładzica (Die Scholle)
- KHM 173: Bąk i dudek (Rohrdommel und Wiedehopf)
- KHM 174: Sowa (Die Eule) – tytuł alternatywny: Puchacz
- KHM 175: Księżyc (Der Mond)
- KHM 176: Długość żywota (Die Lebenszeit)
- KHM 177: Wysłannicy Śmierci (Die Boten des Todes)
- KHM 178: Majster Ćwiek (Meister Pfriem)

### Wydanie piąte, tom 2 (1843)
Wydanie zawierało dodatkowo następujące tytuły:
- KHM 179: Gęsiareczka u studni (Die Gänsehirtin am Brunnen)
- KHM 180: Niejednakie dzieci Ewy (Die ungleichen Kinder Evas)
- KHM 181: Boginka w stawie (Die Nixe im Teich)
- KHM 182: Dary małego ludku (Die Geschenke des kleinen Volkes) – tytuł alternatywny: Podarunki małych ludzików
- KHM 183: Olbrzym i krawczyk (Der Riese und der Schneider)
- KHM 184: Hufnal (Der Nagel)
- KHM 185: Biedny chłopczyna w grobie (Der arme Junge im Grab)
- KHM 186: Prawdziwa narzeczona (Die wahre Braut)
- KHM 187: Jeż i zając (Der Hase und der Igel)
- KHM 188: Wrzeciono, czółenko i igła (Spindel, Weberschiffchen und Nadel)
- KHM 189: Chłopi i diabeł (Der Bauer und der Teufel)
- KHM 190: Okruchy ze stołu (Die Brosamen auf dem Tisch)
- KHM 191: Świnka morska (Das Meerhäschen)
- KHM 192: Złodziej nad złodzieje (Der Meisterdieb) – tytuł alternatywny: Złodziejski mistrz
- KHM 193: Dobosz (Der Trommler)

### Wydanie szóste, tom 2 (1850)
Wydanie zawierało dodatkowo następujące tytuły:
- KHM 194: Kłos żyta (Die Kornähre)
- KHM 195: Mogiłka (Der Grabhügel)
- KHM 196: Stary Rinkrank (Oll Rinkrank)
- KHM 197: Kryształowa kula (Die Kristallkugel)
- KHM 198: Dziewica Malena (Jungfrau Maleen)
- KHM 199: But z bawolej skóry (Der Stiefel von Büffelleder)
- KHM 200: Złoty kluczyk (Der goldene Schlüssel)

### Dziecięce legendy[16]
Legendy pojawiły się po raz pierwszy w drugim tomie baśni w wydaniu z 1819 roku.
- KHM 201: Święty Józef w lesie (Der heilige Joseph im Walde)
- KHM 202: Dwunastu apostołów (Die zwölf Apostel)
- KHM 203: Róża (Die Rose)
- KHM 204: Ubóstwo i pokora prowadzące do nieba (Armut und Demut führen zum Himmel)
- KHM 205: Boski pokarm (Gottes Speise)
- KHM 206: Czareczka Matki Boskej (Muttergottesgläschen)
- KHM 208: Stara matula (Das alte Mütterchen)
- KHM 209: Niebiańskie wesele (Die himmlische Hochzeit)
- KHM 210: Gałązka leszczyny (Die Haselrute)

## Opracowania
- Katarzyna Grzywka: „Pewnego dnia przybyli trzej bracia do wielkiego lasu”, [w:] Studia Niemcoznawcze (Warszawa) XXIV, 2002, s. 181–198. ISSN 0208-4597.

- Eliza Pieciul-Karmińska: Baśnie braci Grimm a język przekładu, [w:] Polonistyka: czasopismo dla nauczycieli, 2013, nr 5, s. 43–50.
- Eliza Pieciul-Karmińska: Geneza baśni braci Grimm a ich przekład na język polski, [w:] Scripta manent – res novae / S. Puppel, T. Tomaszkiewicz (red.). Poznań: Uniwersytet im. Adama Mickiewicza w Poznaniu, 2013, s. 105–115, ISBN 978-83-232-2633-8.